# Campionati mondiali di sollevamento pesi 1904
I Campionati mondiali di sollevamento pesi 1904, 5ª edizione della manifestazione, si svolsero a Vienna il 18 aprile 1904. Fu l'ultimo campionato ad essere disputato in formato "Open", senza limiti di peso.

## Resoconto
Ai campionati parteciparono tredici atleti rappresentanti di quattro nazioni. Nel podio vi fu un dominio austriaco, che conquistò tutte le medaglie in palio.

## Risultati
| Evento | Oro             | Argento     | Bronzo            |
| ------ | --------------- | ----------- | ----------------- |
| Open   | Josef Steinbach | Josef Grafl | Johann Staudinger |

## Medagliere
| Posiz. | Nazione | Oro | Argento | Bronzo | Totale |
| ------ | ------- | --- | ------- | ------ | ------ |
| 1      | Austria | 1   | 1       | 1      | 3      |
| Totale | Totale  | 1   | 1       | 1      | 3      |